# Hypospila
Hypospila là một chi bướm đêm thuộc họ Erebidae.

## Các loài
- Hypospila bolinoides Guenée, 1852
- Hypospila creberrima Walker, 1858
- Hypospila dochmotoma Turner, 1939